# Skinwalker Ranch (film)
Skinwalker Ranch è un film del 2013 diretto da Devin McGinn e Steve Berg e basato sulle leggende che circondano lo Skinwalker Ranch, nello Utah, che si dice sia il sito di numerosi avvistamenti UFO.
Il film è stato distribuito video on demand ed ha avuto una limitata distribuzione cinematografica il 30 ottobre 2013. Tra i protagonisti del film ci sono Taylor Bateman, Steve Berg e Michael Black.

## Trama
Strani eventi si sono verificati sullo Skinwalker Ranch, che sono culminati con la scomparsa del figlio del proprietario del ranch. Questo fatto richiede l'invio di una squadra investigativa per documentare l'attività e indagare sulla scomparsa del ragazzo attraverso telecamere installate in tutto il ranch. Le telecamere registrano una serie di eventi sempre più inquietanti ed un avvertimento da parte di un uomo nativo americano che dice all'equipaggio che le loro vite sono in serio pericolo.

## Accoglienza
La ricezione critica per Skinwalker Ranch è stata miscelata in negativo. La critica comune era incentrata sulla trama, che Shock Till You Drop considerava dovuta all'eccessiva familiarità dei film di questa natura e dei film che si supponeva fossero basati su eventi reali. Libertas Film Magazine e il Salt Lake Tribune hanno entrambi rilasciato recensioni positive per Skinwalker Ranch, con il Tribune che ha elogiato il lavoro sugli effetti visivi del film. Dan Callahan di RogerEbert.com ha dato una recensione contrastata, sottolineando che "Non c'è alcun senso in "Skinwalker Ranch" quando sembra che questo possa effettivamente essere trovato metraggio, ma raccoglie qualche paura e anche qualche onesto ride nel suo tempo di esecuzione piuttosto breve.Se stai cercando un piccolo film di Halloween, potresti fare di peggio."